# Patrick Herrmann
Patrick Herrmann (Saarbrücken, 12 februari 1991) is een Duits voetballer die doorgaans als vleugelaanvaller speelt. Hij stroomde in 2010 door vanuit de jeugd van Borussia Mönchengladbach. Herrmann debuteerde in 2015 in het Duits voetbalelftal.

## Clubcarrière
Herrmann werd geboren in Saarbrücken. Hij speelde in de jeugd voor FC Uchtelfangen, 1. FC Saarbrücken en Borussia Mönchengladbach. Op 16 januari 2010 debuteerde hij in de Bundesliga tegen VfL Bochum. De vleugelspeler mocht na 79 minuten invallen voor Filip Daems. Eén minuut later maakte mede-debutant Fabian Bäcker een doelpunt op aangeven van Herrmann. Op 1 mei 2015 maakte hij zijn eerste doelpunt in de Bundesliga tegen Hannover 96. Herrmann speelde in totaal 13 competitiewedstrijden in zijn eerste seizoen. Op 21 augustus 2012 maakte hij zijn Europees debuut in de voorronde van de UEFA Champions League tegen het Oekraïense Dynamo Kiev. In mei 2013 werd zijn contract verlengd tot medio 2016. Op 1 april 2015 tekende hij een contractverlenging tot medio 2019.

## Clubstatistieken
| Seizoen | Club                     | Competitie | Duels | Goals |
| ------- | ------------------------ | ---------- | ----- | ----- |
| 2009/10 | Borussia Mönchengladbach | Bundesliga | 13    | 1     |
| 2010/11 | Borussia Mönchengladbach | Bundesliga | 24    | 3     |
| 2011/12 | Borussia Mönchengladbach | Bundesliga | 27    | 6     |
| 2012/13 | Borussia Mönchengladbach | Bundesliga | 32    | 6     |
| 2013/14 | Borussia Mönchengladbach | Bundesliga | 34    | 6     |
| 2014/15 | Borussia Mönchengladbach | Bundesliga | 32    | 11    |
| 2015/16 | Borussia Mönchengladbach | Bundesliga | 18    | 3     |
| 2016/17 | Borussia Mönchengladbach | Bundesliga | 18    | 1     |
| 2017/18 | Borussia Mönchengladbach | Bundesliga | 23    | 0     |
| 2018/19 | Borussia Mönchengladbach | Bundesliga | 24    | 3     |
| 2019/20 | Borussia Mönchengladbach | Bundesliga | 8     | 4     |
| Totaal  | Totaal                   | Totaal     | 253   | 44    |

## Interlandcarrière
Herrmann kwam reeds uit in diverse Duitse jeugdelftallen. Hij maakte drie doelpunten in veertien interlands voor Duitsland –21. Op 24 mei 2013 werd hij door Duits bondscoach Joachim Löw opgeroepen voor het Duits nationaal elftal voor de WK-kwalificatiewedstrijd tegen Kazachstan. In actie kwam hij niet. Zijn debuut voor Duitsland maakte Herrmann op 10 juni 2015 in een oefeninterland tegen de Verenigde Staten (1–2 verlies). Hij startte in het basiselftal en leverde de assist op Mario Götze, die in de twaalfde minuut het thuisland op voorsprong schoot. In de interland speelde Herrmann samen met clubgenoten Christoph Kramer en Max Kruse.